# Crotalaria spectabilis
Espèce
Classification phylogénétique
Crotalaria spectabilis est une espèce de plantes à fleurs de la famille des Fabaceae, originaire d'Asie tropicale.